# 11. számú Szent Imre cserkészcsapat
Ez a cserkészcsapat Egyházfán és Hegysúron, két dél-szlovákiai faluban működik. A nagyborsai cserkészek is a csapat tagjai, bár jelenleg nincsenek közöttük aktív tagok. A Szlovákiai Magyar Cserkészszövetséghez (SZMCS) tartozik, amely a fiatalok nevelésével foglalkozik. A SZMCS valláserkölcsi alapon dolgozik, előtérbe helyezve a személyes példaadást.
Csapatunk eddigi neve, a 11. számú Szent Imre cserkészcsapat Egyházfa most, 2013-ban változott meg így: 11. számú Szent Imre cserkészcsapat Egyházfa – Hegysúr.

## A csapat felépítése
Hegysúr és Egyházfa összes cserkésze együtt alkotja a csapatot. A csapat élén, amely a két falu szerint két kisebb egységre, rajra van felosztva, a csapatparancsnok áll. A rajok több kisebb csoportból, őrsből állnak. Egy őrsbe kb. 5-10, hasonló korú cserkész tartozik. Az őrsöt az őrsvezető vezeti a segédőrsvezető segítségével.
Egyházfán sok kiscserkész van, ők 4-10 évesek. A hegysúri raj neve Szürkefarkaskölyök-raj. Hegysúron jelenleg két őrs van, a 11-14 év közötti gyerekek a Trópusi koala őrs tagjai.  A csapat összlétszáma 30 fő körül mozog A vezetők minden évben igyekeznek új tagokat toborozni.

### Eddigi parancsnokok
- Mons. Paxy László (1991-1998)
- Ing. Sillo Igor (1998-2006)
- Ing. Borš Ervin (2006-2013)
- PaedDr. Baráth Gujber Mónika, PhD. (2013-2016)
- Bc. Szakáll Tibor (2016-2022)
- Katona Szilárd (2022-most)

## A csapat életéből
1991. november 16-án alapította mons.  Paxy László, egyházfai plébános. Ő vezette be a két falu fiataljait a cserkészéletbe. Évente eljártak nyári táborba Balatonlellére, ahol sok érdekes program várta a cserkészeket. Halála után kissé más lett a csapat aktivitása a két faluban. Egyházfán akkor kezdett virágozni a cserkészet, szinte minden fiatal a csapathoz tartozott. Viszont Hegysúron pont az ellenkezője történt. Ott visszaesett a cserkészet iránti érdeklődés, mivel nem volt megfelelő vezető. Eleinte mindkét falu cserkészei Egyházfára jártak cserkészgyűlésekre, különböző programokra. Sajnos, ez így nem működhetett sokáig, és a súriak lassan kimaradtak a csapat életéből. 
A következő csapatparancsnok Sillo Igor lett, utána pedig Borš Ervin. 
2005-ben jelentős fordulat állt be, és a hegysúri cserkészélet újjáéledt. Ugyanis a csapatparancsnok biztatására négyen részt vettek a szövetségi vezetőképző táborban, közülük egy hegysúri volt. Így az új vezetőnek köszönhetően ismét volt ki foglalkozzon a falu azon fiataljaival, akiket érdekelt a cserkészet.
Lassan újra beindult a csapat működése Hegysúron is. Most már mindkét faluban külön vannak őrsi összejövetelek, de rengeteg a közös program is. Ezek elősegítik a két falu közötti kölcsönös együttműködést.
Szinte minden évben akadnak olyanok a csapatban, akik vezetőkké szeretnének válni, ezért is mennek el különböző vezetőképző táborokba, mint például: segédőrsvezető-képző, őrsvezetőképző, kiscserkész-vezetőképző, segédtiszti. A jelenlegi parancsnok Gujber Mónika, aki 2013-ban vette át ezt a tisztséget. Az év folyamán nagyon sok programot szervez a csapat, vagy a csapaton belül egy-egy őrs. Hetente vannak őrsi összejövetelek, rajgyűlések, amikor különböző játékokat játszanak a gyerekek, cserkésztörténelemmel foglalkoznak, vagy más érdekes dolgokról tanulnak meg hasznos tudnivalókat. A farsangi időszakban megrendezik a farsangi bált, ahová mindenkit valamilyen jelmezben várnak. Húsvét előtt a tojásfestés, a korbácsfonás, a díszek készítése, a keresztút megszervezése a program. Tavasszal, mikor már melegebb van, a métaedzések vannak soron. Nyáron kezdődik a különböző táborok megszervezése; ezek az éves program csúcspontját jelentik. Általában valamilyen más cserkészcsapattal együtt táboroznak, így könnyen új barátokat szerezhetnek nem csak a gyerekek, hanem a vezetők is. Egy nyári tábor átlagosan 9-10 napig tart. Az év folyamán 5-6 napos tanyázásokat is szervez a csapat kimondottan a legkisebbek (4-10 évesek) részére. Télen - ha éppen havazott - gyakran vannak hógolyócsaták. Advent előtt már mindenki várja a hagyományos adventikoszorúkészítést. Karácsony napján a csapat cserkészei viszik el az egyházfai és a hegysúri családokhoz a betlehemi lángot. Csakúgy, mint Nagyborsára, ahol a templomból bárki elviheti otthonába. Az évet cserkészkarácsonnyal, évzáróval fejezik be, amikor játékokkal szórakoztatják egymást.
	Ezeken kívül a csapat tagjai rengeteg olyan akción vesznek részt, amelyet az SZMCS vagy más cserkészszervezet szervez. Ilyen az országos akadályverseny, a cserkésznapok, a métabajnokság, a négyévente megszervezett nagytábor, melyen több száz cserkész vesz részt az egész országból.